# Аварийный комиссар
Аварийный комиссар (от фр. commissaire d’avaries) или диспашер (в морском праве) —
физическое или юридическое лицо, которое оказывает услуги страховщикам для защиты их интересов при наступлении страхового случая. Страховщик назначает аварийного комиссара как внутри страны, так и за границей.
Деятельность аварийного комиссара может называться расследованием страхового случая или страховым расследованием.
Аварийный комиссар действует в строгом соответствии с инструкцией страховщика: проводит осмотр застрахованного имущества, устанавливает характер, причины и размер понесённого ущерба. По указанию страховщика он может заниматься реализацией повреждённого имущества, осуществлять розыск пропавшего груза, собирать информацию о местном страховом рынке.
Аварийный комиссар может принимать определенные меры по спасению имущества, которое было повреждено или уменьшению убытков, которые были причинены.
В России получили широкое распространение различные службы аварийных комиссаров (так часто именуют также — не вполне корректно — компании по страховому техническому ассистансу) после введения ОСАГО в 2003 году. Среди самых старых и известных — ЛАТ, РАТ и Малакут-Ассистанс.
Если наступает страховой случай, страхователь должен обязательно обратиться к аварийному комиссару за помощью. Аварийный комиссар может контролировать погрузочно-разгрузочные работы. По итогам работы, которую делает аварийный комиссар, он составляет аварийный сертификат. В аварийном сертификате есть информация про причины убытка, его характер и размеры.
В страховом полисе есть информация о фамилии, имени и координатах страховщика.
Аварийный комиссар по своей сути выступает посредником между страховщиком и страхователем.
В морском праве диспашер ― лицо, которое составляет специальный расчёт (диспашу) по распределению расходов по общей аварии между судном, грузом и фрахтом по заявлению заинтересованной стороны ― судовладельца, страховщика, грузовладельца. Расчёт показывает распределение убытков по аварии перевозки, общей между участниками и пропорционально утраченной стоимости судна, груза, фрахта, а также собственно вознаграждения диспашера. Легальное определение диспашера в Российской Федерации содержится в Кодексе торгового мореплавания (ст. 305): лицо, обладающее знаниями и опытом в области торгового мореплавания и по заявлению заинтересованных лиц осуществляющее расчёт по распределению общей аварии.